# Termas de São João do Deserto
As Termas de São João do Deserto são uma antiga estância termal no concelho de Aljustrel, na região do Baixo Alentejo, em Portugal. Funcionaram principalmente desde a Idade Média até meados do século XX, embora as nascentes tenham sido conhecidas desde épocas mais remotas, tendo possivelmente sido aproveitadas pelos cartagineses e romanos. A nascente que abastecia as termas era popularmente conhecida como Fonte Santa ou Fonte Azeda, devido às suas capacidades terapêuticas e sabor desagradável.

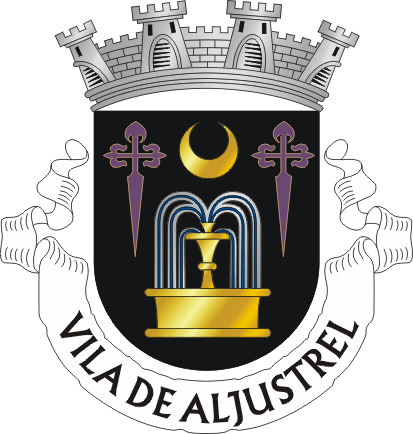
Brasão de Aljustrel, com um fontanário em destaque no centro, representando a importância das antigas águas termais de São João do Deserto.

## Descrição
O antigo complexo termal de São João do Deserto estava essencialmente dividido em dois núcleos: uma antiga fonte onde se encontrava uma ermida e vários tanques para os banhos, destruídos no século XIX devido à abertura de covas para a exploração mineira, e um novo centro termal, instalado no século XX. Este encontra-se a Noroeste da vila, perto da estrada entre Aljustrel e Rio de Moinhos, a cerca de um quilómetro do antigo, no sentido Norte, e junto ao Barranco da Água Azeda, sendo originalmente abastecido pelas águas da mina. O novo complexo era de reduzidas dimensões, e incluía originalmente uma capela.
A ermida era dedicada a São João, sendo igualmente conhecida como Santinho, tendo sido descrita nos registos da visitação de 1510 como tendo um altar de pedra e barro, onde estava «uma imagem de São joão de pau velha, sem mais outra coisa nenhuma». Tanto a igreja como a ousia (capela-mor) tinham alicerces em «pedra e barro e o mais de taipa coberta com telha vã e por partes descoberta», tendo a ousia «de comprido duas varas e de largo outras duas varas», enquanto que o corpo da igreja «tem de comprido três varas e meia e tem duas portas boas e tem dentro uma fonte que se chama santa».
A nascente primitiva encontrava-se a cerca de dois quilómetros de distância de Aljustrel, junto das minas de São João do Deserto. Segundo um artigo publicado por J. Garcia de Lima no Archivo Historico de Portugal em 1889, estava dividida em duas fontes, que foram estudadas quimicamente no âmbito da Exposição Universal de Paris de 1867, tendo recebido a classificação «de nascente forte e nascente fraca». De acordo com o autor, as duas fontes nasciam em locais distintos e tinham propriedades diferentes: «a fonte, chamada nascente forte, rebenta mesmo dentro da ermida, por detráz do altar-mor, onde fórma um lago que nunca sécca; arrecadada em vaso mal vedado ou exposta francamente ao ar tôma cor vermelha muito carregada, resultado da oxidação do sulphato de protoxido de ferro, que em grande quantidade existe n'ella. É maravilhoso o seu effeito no tratamento de molestias cutaneas. A nascente fraca rebenta fóra da ermida e parece ser uma combinação da primeira com sete ou oito partes d'agua natural, quer dizer recebe na origem menor quantidade de saes; offerece as seguintes differenças, comparada com a anterior: a da nascente forte é fria, transparente esverdeada, e de gosto excessivamente acre e desagradavel; a da fraca é de perfeita limpidez, inodora, de um sabor levemente stiptico e não muda de cor pela exposição ao ar». Garcia de Lima atribuiu as propriedades das àguas à riqueza mineral do terreno, que também poderia ser «um pouco vulcanico», e acrescenta que «em amargor excedem o hydralato de quina e o estomago não as tolera, por isso podem ser empregues como vomitorio». O escritor Pinho Leal refere na sua obra Portugal antigo e moderno, publicada em 1873, que a água da fonte forte continha «uma dissolução muito concentrada de saes metallicos, que provêem da oxydação de pyrites de ferro coprifero, de uma mina que se acha próxima. A agua de Aljustrel apresenta uma forte reacção acida e contém, por kilogramma, 7 gr. 151 de residuo fixo, formado de sulphato de protoxido de ferro, de cobre, de cal, de magnezia, de alumina e de zinco, de chloretos alcalinos, de silica e de acido arsenioso; este ultimo se acha ahi na dose de 0 gr. 00169. O sulphato de protoxido de ferro é o sal que predomina na sua composição». Quanto à fonte fraca, relata que «a agua d'esta nascente, a julgar pelas suas propriedades e pela sua composição chimica, parece ter a mesma origem que o manancial precedente, porém misturada com sete ou oito vezes o seu volume de agua ordinária. É de uma perfeita limpidez, [...] dando uma reacção acida aos papeis reactivos. Um kilogramma d'esta agua, fornece, por evaporação, 0 gr. 831 de princípios salinos, que são da mesma natureza dos da nascente forte». Um artigo publicado na revista Serões de 1907 transcreve uma descrição da água, feita pelo médico Agostinho Vicente Lourenço: «a agua é uma dissolução dos elementos que formam uma pyrite de ferro cuprica, os quaes se tornam soluveis por occidação. Dá reacção muito acida aos papeis reagentes e 1:000 gr deixam 7,15 gr de residuo solido, formado principalmente por sulfato de protoxido de ferro, sulfato de cobre, chlororuretos alcalinos, sulfatos de cal, magnesia, alumina e zinco, silica e bastante arsenico, que attinge 0,00196 gr. por mil partes».
Esta não foi a única fonte medicinal no concelho, tendo existido outra na área de Montes Velhos, conhecida como Águas do Farrobo. Segundo o químico Charles Lepierre, as águas da fonte do Farrobo eram cloretadas, sódicas, muito carbonetadas cálcicas, pouco sulfatadas, líticas e férricas. Eram recomendadas para a cura das enterites e enterocolites, tendo chegado a ser alvo de exploração.

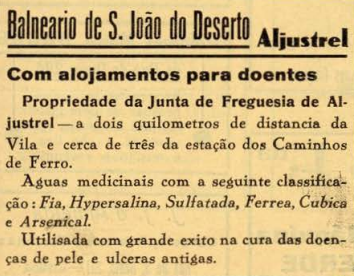
Publicidade às termas, publicada no jornal Vida Alentejana, em 1935.

## História
As nascentes de São João do Deserto já são conhecidas desde a antiguidade, tendo sido possivelmente utilizadas por cartagineses e romanos. Com efeito, as famosas tábuas de bronze de Aljustrel, onde estão escritas várias leis sobre mineração e outras actividades económicas, referem um complexo de banhos públicos (thermae). Nas tábuas são estabelecidas várias regras sobre o funcionamento das termas, como as datas de abertura, os preços para homens e mulheres, e a operação das banheiras para água quente, que era aquecida com recurso a lenha. O arqueólogo Estácio da Veiga avançou a teoria de que a Ermida de São João do Deserto foi construída em cima dos alicerces do edifício romano, podendo a fonte no seu interior ter sido um vestígio da antiga estrutura. Além do edifício balnear, os romanos também fizeram trabalhos de mineração na área de São João do Deserto.
As águas termas também poderão ter sido aproveitadas pelos mouros. Na sequência da reconquista do Castelo de Aljustrel, em 1234, o rei D. Sancho II entregou a vila aos monges da Ordem de Santiago, embora excluindo da doação as nascentes termais e as minas, o que demonstra a importância dos seus rendimentos. Porém, as termas ficaram esquecidas até ao reinado de D. Manuel, que também deu a carta de foral a Aljustrel, tendo o monarca promovido o seu aproveitamento. A promoção da nascente, então conhecida como Fonte Santa, inseriu-se numa fase de grande desenvolvimento em Aljustrel, nos finais do século XV, durante o qual também foi atribuído um novo foral e reavivado o interesse pelas minas. De acordo com as visitações de 1510, a ermida foi construída durante este período, por ordem do alcaide-mor, Fernão de Mascarenhas: «Fernão de Mascarenhas Comendador que foi desta vila edificou e fez de novo a Ermida, pelo qual a fábrica e corregimento dela pertence aos Comendadores da dia Comenda».
A nascente chegou a ser muito afamada devido à sua capacidade para curar as doenças de pele, como a lepra, varizes e as úlceras, tendo levado à construção de uma ermida. Os pastores também utilizavam as águas para banhar o seu gado, de forma a curar as doenças de pele nos animais, como a sarna e e gafeira, tendo J. Garcia de Lima referido que «diz o povo que são utilissimas no tratamento das molestias do gado». Originalmente os banhos eram feitos em poços sem quaisquer abrigos, até que no século XIX foram instalados vários tanques junto à ermida. Segundo um artigo de 1931 do professor Aboim Inglêz, por volta de 1820 os banhos eram feitos num balneário primitivo, que era abastecido pela fonte no interior da capela. O complexo incluía também um conjunto de edifícios para albergar os banhistas. Nos princípios do século, os terrenos onde se encontravam as fontes pertenciam a António Lobo Camacho, que por motivos políticos foi forçado a vender a propriedade após a Convenção de Évora Monte, em 1834. Assim, os banhos passaram para a junta de paróquia, enquanto que os terrenos transitaram para outras entidades, que posteriormente foram responsáveis pela formação da Companhia Transtagana, principal operadora das minas de Aljustrel durante o século XIX. Entretanto, em 1840 foram instalados no espaço do antigo balneário dois tanques para banhos, por iniciativa do prior de Aljustrel, e posteriormente foram acrescentadas quatro tinas. De acordo com os documentos do Hospital de Aljustrel, aquela unidade de saúde estava relacionada com as termas, tendo sido registado um caso em que um paciente tinha sido enviado pelo Hospital de Faro para se banhar nas águas de São João do Deserto.
Em 1844, o investigador J. P. M. Belliágo publicou um artigo na Revista Universal Lisbonense sobre a nascente de São João do Deserto, que classificou como uma «verdadeira piscina de leprosos», e que segundo a opinião dos doentes que frequentavam aquelas termas, havia «uma só nascente», de onde brotava «agua frigidissima» de «sabor picante» e «cheiro activo a caparroza (proto-sulfato de ferro)», «pouco potável, mas quando se bebe, produz o effeito laxante; e que tanto o lodo, como a superficie da agua, em quietação, se assemelham a caparroza». Acrescenta que segundo as populações locais, era suficientemente potente para dissolver carne, «quando por algumas horas se conserva mergulhada na dicta agua». Recordou uma descrição que o médico Miguel Rodrigues de Sousa Piedade tinha feito das águas de São João do Deserto em meados da década de 1820, tendo-as classificado como «vantajosas para toda a qualidade de lepras, e molestias chronicas da pelle». Baseado nesta opinião, o autor do artigo recomendou aquela estância termal a um amigo seu que sofria de vários problemas de saúde, e que descreveu o local dos banhos como «uma cova [...] sem feitio nem commodidade, exposta ao ar, e pouco asseada.» Apesar das más condições, o tratamento foi um grande sucesso: «assim mesmo tomou vinte e tantos banhos, no primeiro anno, d'onde veio com muitissimo alivio; o que o animou a ir segundo e terceiro anno, e tão grandes foram as milhoras, que hoje conserva apenas a pelle da face, e mãos um pouco rugada: vive presentemente sem incommodo algum; goza de uma saude mais vigorosa do que antes; anda exposto a todas as vicissitudes atmosfericas, e rigores das estações, que em Tavira são excessivos, quer no inverno, quer na estação calmosa». Comentou igualmente os melhoramentos que tinham sido feitos recentemente: «disseram-me, que existem já dois banhos, bem feitos, e reparados; e que ali concorrem muitos infelizes accommetidos de toda a qualidade de molestias agudas, e chronicas da pelle». Em meados do século XIX, o professor e médico Caetano Maria Ferreira da Silva Beirão recomendou as águas de Aljustrel como uma cura contra a elefantíase, e relatou que vários doentes do Hospital de São Lázaro tinha sido ali tratados com sucesso entre 1852 e 1854. No século XIX, outra figura proeminente que ficou ligada às águas de São João do Deserto foi o poeta António Cândido Gonçalves Crespo, que procurou ali alívio das suas enfermidades.
Em 1868, os cursos de água que abasteciam as fontes foram desviados devido a trabalhos de mineração. Esta exploração mineira usava o sistema da corta, a céu aberto, tendo por este motivo sido demolido todo o recinto termal, incluindo a ermida. Assim, os banhos passaram a serem feitos nos tanques para onde eram lançadas as águas das minas, e em banheiras colocadas em casas particulares. Garcia de Lima refere que «das cercanias e mesmo de mais distantes pontos é grande a concorrencia de individuos que veem usar estas aguas. [...] Bem aproveitadas e conhecidas haveriam de ser causa de muita animação para Aljustrel». Com efeito, uma das causas que foram apontadas para a falência da Companhia Transtagana, nos finais do século XIX, foi a falta de investimento nas termas, e a sua concentração apenas na exploração mineira.
Nos princípios do século XX, as águas de São João do Deserto estavam a ser exploradas pela empresa responsável pela mina, a Société Anonyme Belge des Mines de Aljustrel, que foi responsável pela construção de um novo centro termal. Devido à importância das termas e nas minas na história da vila, foram escolhidos para os elementos centrais do brasão de Aljustrel uma fonte de ouro com águas de prata, segundo o desenho original apresentado pela Comissão de Heráldica da Associação dos Arqueólogos Portugueses, em 1928. As termas estiveram em funcionamento até à década de 1950. Em meados do século foram alvo de obras de modernização por parte da Junta de Freguesia, embora este empreendimento não tenha sido bem sucedido, e segundo a obra Aljustrel Monografia, publicada pelo padre João Rodrigues Lobato em 1983, nesse período tanto a ermida como os balneários já se encontravam em ruínas.
Nos princípios da década de 2020, a autarquia de Aljustrel levou a cabo o programa Do campo à mina - Trilhos de observação no Concelho de Aljustrel, no âmbito do qual foram criados vários percursos temáticos no concelho, incluindo o Trilho das Termas (S. João do Deserto): Caminhos e encruzilhadas de ir às Termas.

## Leitura recomendada
- Alentejo Histórico, Artístico e Monumental, Baixo Alentejo. Tomo n.º 2. Beja: Edições Alentejo. 1958
- Relatorio do projecto de lei do deputado Infante Passanha para a construção dum edificio balnear em S. João do Dezerto. [S.l.: s.n.] 16 de Agosto de 1861
- ALCALÁ, Francisco Alvarez (1850). Manual de las águas minerales de España y principales del estranjero (em espanhol). Madrid: [s.n.] p. 176. Consultado em 13 de Setembro de 2022 – via Google Books
- BEIRÃO, Caetano Maria Ferreira da Silva. «Aguas de S. João do Deserto junto a Aljustrel». Jornal da Sociedade das Sciencias Medicas de Lisboa. Tomo 16. p. 192
- BEIRÃO, Caetano Maria Ferreira da Silva (Julho de 1855). «Banhos de S. João do Dezerto». Gazeta Medica de Lisboa
- BEIRÃO, Caetano Maria Ferreira da Silva. «Memorias sobre as molestias da pele tratadas no hospital de S. Lazaro em 1851 e 1852». Memorias da Academia Real das Sciencias de Lisboa
- BEIRÃO, Caetano Maria Ferreira da Silva (Julho de 1855). Relatorio geral dos melhoramentos administrativos e medicos introduzidos no Hospital de S. Lazaro desde 1851. [S.l.: s.n.]
- COUTO, Guilherme F. T. do (19 de Março de 1849). «Reflexões àcêrca dos banhos de S. João do Dezerto da Vila de Aljustrel». Zacuto Luzitano (9)
- COUTO, Guilherme F. T. do. «Breve noticia dos banhos de S. João do Dezerto». Jornal das Sciências Médicas de Lisboa. Tomo XII
- Guia de Portugal. Estremadura, Alentejo, Algarve, Lisboa. [S.l.: s.n.]
- PIMENTEL, Júlio Máximo de Oliveira (1852). Memoria e estudo quimico da agua mineral de S. João do Deserto, em Aljustrel. Lisboa: Imprensa Silviana
- PITA, Luís; DIAS, Maria da Graça (1997). «Ermida e Termas de São João do Deserto (Aljustrel)». Vipasca - Arqueologia e História. Aljustrel: Câmara Municipal de Aljustrel